# HD 212978
HD 212978，又名BD+39 4841，SAO 72358、HR 8553，是一颗恒星，视星等为6.14，位于銀經95.04，銀緯-15.14，其B1900.0坐标为赤經22h 23m 3.4s，赤緯+39° -15.14′ 1″。